# Trofeo Melinda 2001
Il Trofeo Melinda 2001, decima edizione della corsa, si svolse il 5 settembre 2001 su un percorso di 194 km, con partenza da Malé e arrivo a Fondo. La vittoria fu appannaggio dell'italiano Francesco Casagrande, che completò il percorso in 5h16'00", alla media di 36,84 km/h, precedendo il connazionale Gianni Faresin e il francese Patrice Halgand.

## Ordine d'arrivo (Top 10)
| Pos. | Corridore            | Squadra                      | Tempo    |
| ---- | -------------------- | ---------------------------- | -------- |
| 1    | Francesco Casagrande | Fassa Bortolo                | 5h16'00" |
| 2    | Gianni Faresin       | Liquigas-Pata                | a 0'20"  |
| 3    | Patrice Halgand      | Jean Delatour                | a 1'35"  |
| 4    | Daniele Nardello     | Mapei-Quick Step             | a 1'50"  |
| 5    | Eddy Mazzoleni       | Tacconi Sport-Vini Caldirola | a 2'16"  |
| 6    | Wladimir Belli       | Fassa Bortolo                | s.t.     |
| 7    | Fabio Bulgarelli     | Colpack-Astro                | s.t.     |
| 8    | Ivan Basso           | Fassa Bortolo                | s.t.     |
| 9    | Gorazd Štangelj      | Liquigas-Pata                | s.t.     |
| 10   | Alessandro Guerra    | Alexia Alluminio             | s.t.     |